# سيج سوير بي226
سويج سير بي226 هو مسدس كامل الحجم، منتجة شركة «سيج سوير». عيار 9 ×19 ملم بارابيلوم، سويج سوير في الخدمة في العديد من اجهزة الأمن والمنظمات العسكرية في جميع انحاء العالم.

## المستخدمين
- بنغلاديش[2]
- بيلاروس[3]
- كندا[1][4][5][6]
- فنلندا[1][7]
- فرنسا[8]
- جورجيا
- ألمانيا[2]
- اليونان[6][9]
- الهند[1][10]
- اندونيسيا[10]
- إيران[11]
- أيرلندا[6]
- العراق
- إسرائيل[2]
- اليابان[12]
- كوريا الجنوبية[13]
- ماليزيا[14][15][16]
- النرويج[17]
- نيوزيلندا
- باكستان
- بولندا
- البرتغال
- إسبانيا
- السويد
- تركيا
- الإمارات العربية المتحدة
- المملكة المتحدة
- الولايات المتحدة

## انظر ايضآ
- براوينغ هاي باور
- بي اس جي-1